# Ronan Salaün
Ronan Salaün (Quimper, 29 gennaio 1969) è un allenatore di calcio ed ex calciatore francese, di ruolo centrocampista.

## Biografia
Sposa Marie-Aude che gli dà una figlia, Johanna, nata nel maggio 1996.